# Final de la Eurocopa 1972
La final de la Eurocopa 1972 se disputó el 18 de junio de 1972 para determinar el campeón del Campeonato Europeo de fútbol de Naciones de 1972. El partido enfrentó a la Unión Soviética, que competía para conquistar su segunda Eurocopa de su historia, y la selección de Alemania Federal en el estadio de Heysel en Bruselas. Los alemanes ganaron la final por 3–0, con dos goles de Gerd Müller y un gol de Herbert Wimmer.

## Detalles del partido
| 8          | POR        | Yevgueni Rudákov      |     |
| 2          | DEF        | Revaz Dzodzuashvili   |     |
| 3          | DEF        | Murtaz Khurtsilava    |     |
| 12         | DEF        | Volodímir Kaplichni   |     |
| 13         | DEF        | Yuri Istomin          |     |
| 7          | MED        | Volodymyr Troshkin    |     |
| 6          | MED        | Viktor Kolotov        |     |
| 14         | MED        | Anatoliy Konkov       | 46' |
| 8          | DEL        | Anatoly Baidachny     |     |
| 18         | DEL        | Volodymyr Onyshchenko |     |
| 9          | DEL        | Anatoliy Banishevskiy | 66' |
| Entrenador | Entrenador | Aleksandr Ponomariov  |     |

| 1          | POR        | Sepp Maier               |  |
| 5          | DEF        | Franz Beckenbauer        |  |
| 2          | DEF        | Horst-Dieter Höttges     |  |
| 4          | DEF        | Hans-Georg Schwarzenbeck |  |
| 3          | DEF        | Paul Breitner            |  |
| 6          | MED        | Herbert Wimmer           |  |
| 8          | MED        | Uli Hoeneß               |  |
| 10         | MED        | Günter Netzer            |  |
| 9          | DEL        | Jupp Heynckes            |  |
| 11         | DEL        | Erwin Kremers            |  |
| 13         | DEL        | Gerd Müller              |  |
| Entrenador | Entrenador | Helmut Schön             |  |

| 15 | MED | Oleg Dolmatov      | 46' |
| 11 | DEL | Eduard Kozynkevych | 66' |

| Anotado | 27' | Gerd Müller    | 0–1 |
| Anotado | 52' | Herbert Wimmer | 0–2 |
| Anotado | 58' | Gerd Müller    | 0–3 |

| Amonestado | 44' | Volodymyr Kaplychnyi |
| Amonestado | 66' | Murtaz Khurtsilava   |

| Amonestado | 44' | Günter Netzer |

| 8          | POR        | Yevgueni Rudákov      |     |
| 2          | DEF        | Revaz Dzodzuashvili   |     |
| 3          | DEF        | Murtaz Khurtsilava    |     |
| 12         | DEF        | Volodímir Kaplichni   |     |
| 13         | DEF        | Yuri Istomin          |     |
| 7          | MED        | Volodymyr Troshkin    |     |
| 6          | MED        | Viktor Kolotov        |     |
| 14         | MED        | Anatoliy Konkov       | 46' |
| 8          | DEL        | Anatoly Baidachny     |     |
| 18         | DEL        | Volodymyr Onyshchenko |     |
| 9          | DEL        | Anatoliy Banishevskiy | 66' |
| Entrenador | Entrenador | Aleksandr Ponomariov  |     |

| 1          | POR        | Sepp Maier               |  |
| 5          | DEF        | Franz Beckenbauer        |  |
| 2          | DEF        | Horst-Dieter Höttges     |  |
| 4          | DEF        | Hans-Georg Schwarzenbeck |  |
| 3          | DEF        | Paul Breitner            |  |
| 6          | MED        | Herbert Wimmer           |  |
| 8          | MED        | Uli Hoeneß               |  |
| 10         | MED        | Günter Netzer            |  |
| 9          | DEL        | Jupp Heynckes            |  |
| 11         | DEL        | Erwin Kremers            |  |
| 13         | DEL        | Gerd Müller              |  |
| Entrenador | Entrenador | Helmut Schön             |  |

| 15 | MED | Oleg Dolmatov      | 46' |
| 11 | DEL | Eduard Kozynkevych | 66' |

| Anotado | 27' | Gerd Müller    | 0–1 |
| Anotado | 52' | Herbert Wimmer | 0–2 |
| Anotado | 58' | Gerd Müller    | 0–3 |

| Amonestado | 44' | Volodymyr Kaplychnyi |
| Amonestado | 66' | Murtaz Khurtsilava   |

| Amonestado | 44' | Günter Netzer |

|                             |
| Alemania Federal            |
| Campeón Alemania 1.º Título |